# La-Grange-Massaker

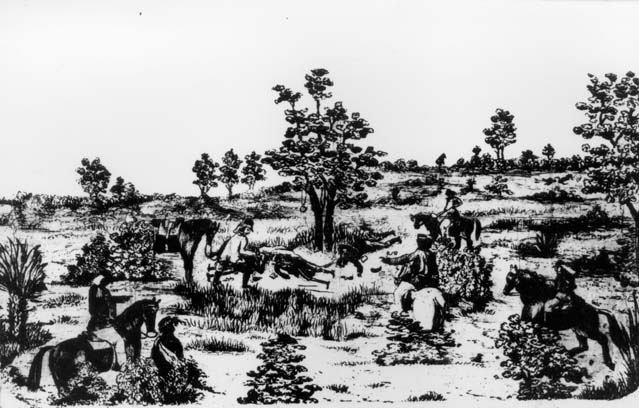
Entdeckung der menschlichen Überreste von Panter, Harding & Goldwyer aus Inquirer and Commercial News (1864)

Das La-Grange-Massaker, oder auch La-Grange-Expedition genannt, war eine Suchexpedition, die im Jahr 1865 in unmittelbarer Nähe der La Grange Bay in Western Australia in der Kimberley-Region durchgeführt wurde. Angeführt wurde sie von Maitland Brown. Die Expedition suchte drei Siedler, die von einer früheren Expedition nicht zurückgekehrt waren. Vermutlich waren die drei Männer entweder durch Speere oder Keulen von Aboriginals getötet worden. Zahlreiche Aboriginals, darunter Frauen und Kinder, wurden darauffolgend von den Expeditionsteilnehmern in Auseinandersetzungen massakriert, die häufig als La-Grange-Massaker bezeichnet werden.

## Vorgeschichte
1864 fand eine Expedition statt, die den Fall von Henry Wildman untersuchte, der behauptete, dass er Gold nahe dem Camden Harbour gefunden habe. Die Expedition fand kein Gold, aber gutes Siedlerland und die Siedlung am Roebuck-Bay entstand. Im November 1864 verließen drei Weiße, Frederick Panter, James Harding und William Goldwyer diese Siedlung, um das Land um die La Grange Bay zu erkunden. Diese Expedition hatte Lebensmittel für zwei bis maximal drei Wochen bei sich und als sie nach drei Wochen nicht zurückkamen, suchte ein anderer Siedler nach ihnen. Er kam bis zum Mangrovensumpf bei La Grange, aber er verlor alle Spuren von ihnen.
Als die Neuigkeiten von den vermissten Männer die Regierung von Western Australia in Perth erreichte, wurde unverzüglich ein Suchtrupp unter der Führung von Maitland Brown zusammengestellt. Es gab Vermutungen, dass die drei Männer von Aborigines getötet wurden und es gab Rufe, ihren Tod zu rächen. George Walpole Leake zum Beispiel schrieb: „They have fallen in the service of their fellow-subjects, and it is our bounden duty to ascertain how and where they have fallen: and if by violence, avenge them.“ (Deutsch: Sie sind für uns alle gefallen und es ist unsere Pflicht und Schuldigkeit herauszubekommen, wo und wie sie gefallen sind. Ist es durch Gewalt geschehen, rächt sie.)

## Suchexpedition
Ein Schiff, die Clarence Packet, wurde gechartert, und die Gruppe verließ Fremantle am 16. Februar 1865. Am 25. Februar erreichte das Schiff die Mündung des De Grey River. Die Mitglieder der Gruppe suchten die Ranchstation von Walter Padbury auf, um Neuigkeiten über die vermissten Männer zu erfahren, aber es gab keine. Anschließend wartete die Expedition zwei Wochen lang auf einen Aborigine namens Dutchmanchum. Über Dutchmanchum wurde gesagt, dass er die Sprache der Aborigines in dem Gebiet der Roebuck Bay beherrschte, und es wurde entschieden, dass er die Expedition führen sollte. Als Dutchmanchum ankam, berichtete er, dass die drei Weißen angegriffen wurden und alle am Fluss Boola Boola in der nahen Umgebung der La Grange Bay ermordet wurden. In den nächsten Tagen berichteten eine Reihe weiterer Aborigines den Tathergang in gleicher Weise.
Am 13. März segelte die Expedition an die Roebuck Bay, die beim Cape Villaret liegt, und erreichten sie am 18. März. Vier Tage später nahmen eine Gruppe von Browns Expeditionsteilnehmern am Race Course Plains fünf Aborigines fest. Diese Aborigines bestätigten erneut die Geschichte von Dutchmanchum, und einer von ihnen, Lear-a-ban, gab an, dass einige Aborigines, die an der Tötung beteiligt waren, in der Nähe von Cape Latouche Treville kampieren. Brown entschied, dass er diese Aborigines aufsuchen wollte.

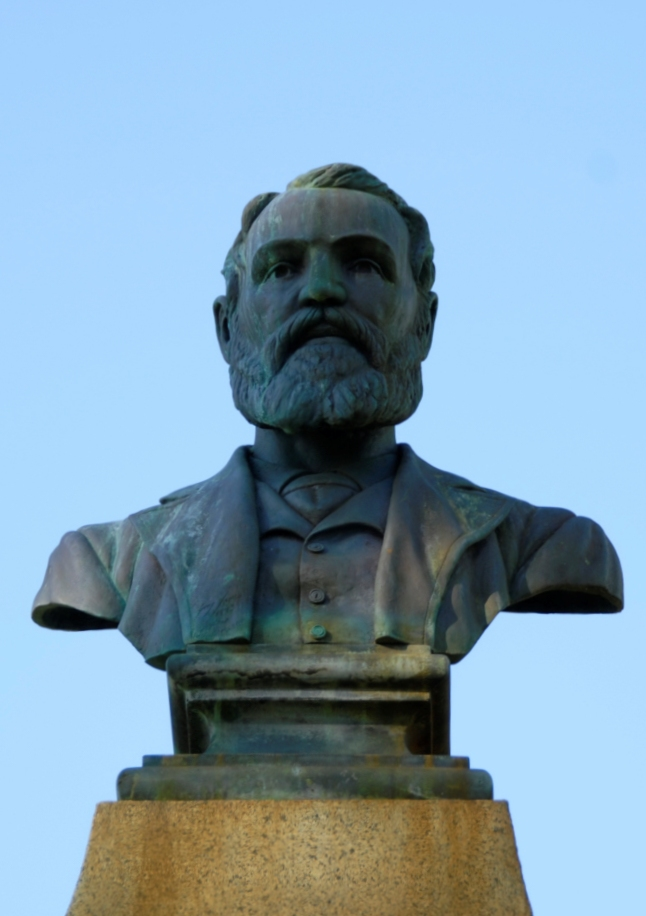
Büste von Maitland Brown

Maitland Brown entschied sich, dass er den Aborigines brutal begegnen würde, und schrieb in sein Tagebuch, dass er bereit sei, die Aborigines gefangen zu nehmen, die schuldig waren, aber er fügte hinzu: „But I trust that throughout the whole trip there will be no necessity for capture — that not only amongst this lot, but also amongst all others we may meet, the guilty natives, if such there are, will either attack us or resist us in such a manner as will of itself justify us in exterminating them.“ (Deutsch: Aber ich vermute, dass es während der gesamten Reise keine Gelegenheit für eine Gefangennahme geben wird; nicht nur in diesem Haufen, sondern auch unter allen anderen, die wir treffen, werden die schuldigen Aborigines, falls welche darunter sind, uns entweder attackieren oder Widerstand leisten, sodass sie uns die Rechtfertigung liefern werden, sie zu exekutieren.)
Die Clarence Packet war auf dem direkten Weg nach Cape Latouche Treville, und Brown landete am 27. März.
Dort nahm er weitere drei Aborigines am selben Tag fest sowie eine weitere Gruppe am folgenden Tag. Brown dachte, dass einige von diesen Männer schuldhaft an der Attacke beteiligt waren, und warf zehn von ihnen über Bord. Einer der Aborigines, Karimba, sagte, dass er die Suchexpeditionen zu den Mördern bringen kann. Aber als er sie am Boola-Boola-Fluss ankamen, führte er sie zurück und den ganzen Tag in die Irre, denn er hatte vorher die Aborigines vor der Verfolgung gewarnt. Karimba hatte damit erreicht, dass die Aborigines sich in Sicherheit bringen konnten, und die Suchtruppe sah sich nun selbst verfolgt von einer großen Gruppe bewaffneter Aborigines.
Möglicherweise wurden Karimba sowie zwei andere Aborigines auf das Schiff geschickt, um abzulenken und sie zu Toten zu führen. Die zwei Aborigines führten die Weißen direkt zum Tötungsplatz, wo sie die drei weißen Siedler auffanden. Zwei von ihnen, Panter und Harding, waren mit Speeren getötet und mit Keulen im Schlaf erschlagen worden, da noch Tücher auf ihren Augen lagen. Der Grund für den Tod von Goldwyer war schwer zu ergründen, da an ihm keine Zeichen eines Kampfes zu sehen waren. In den Tagebücher der Getöteten sind zahlreiche Kämpfe mit den Aborigines vermerkt und dass sie auf Unterstützung hofften. Brown ließ die Leichen einpacken und wollte sie auf das Schiff verbringen. Als dies entschieden war, versuchten die zwei Führer zu fliehen, und dabei wurden sie von einem der Männer erschossen; einer der einheimischen Assistenten stellte sich als Führer zur Verfügung.

## La-Grange-Massaker
Anstatt auf das Schiff zurückzukehren, erkundete die Expedition nun das Land. Brown beschrieb dieses Verhalten als weitere Erkundigung, aber die meisten Wissenschaftler stimmen an diesem Punkt überein, dass dies der Beginn der Strafexpedition war. Am 6. April 1865 wurde die Expedition von Brown in einen Konflikt mit einer großen Gruppe von Aborigines verwickelt. In den meisten Berichten wird ausgeführt, dass die Weißen in einen Hinterhalt gerieten, aber ein Bericht weist diese als einen Überfall auf ein Kamp der Aborigines aus. Trotz dieses Unterschieds, der Ausgang des Massakers ist unumstritten: Schließlich wurden sechs, möglicherweise mehr als 20 Aborigines getötet, wohingegen die Expedition keinen einzigen Verwundeten hatte.

## Nachgang
Die Suchexpedition kam in Perth im Mai 1865 zurück. Die getöteten Panter, Harding and Goldwyer erhielten eine öffentliche Beerdigung. Es war mit einer Beteiligung von 750 Menschen die größte Beerdigung, die Western Australia bis dahin gesehen hatte. Tausende von Zuschauern säumten die Straßen auf dem Weg zum East-Perth-Cemetery (deutsch: Ost-Perth-Friedhof), wo die Männer beigesetzt wurden.

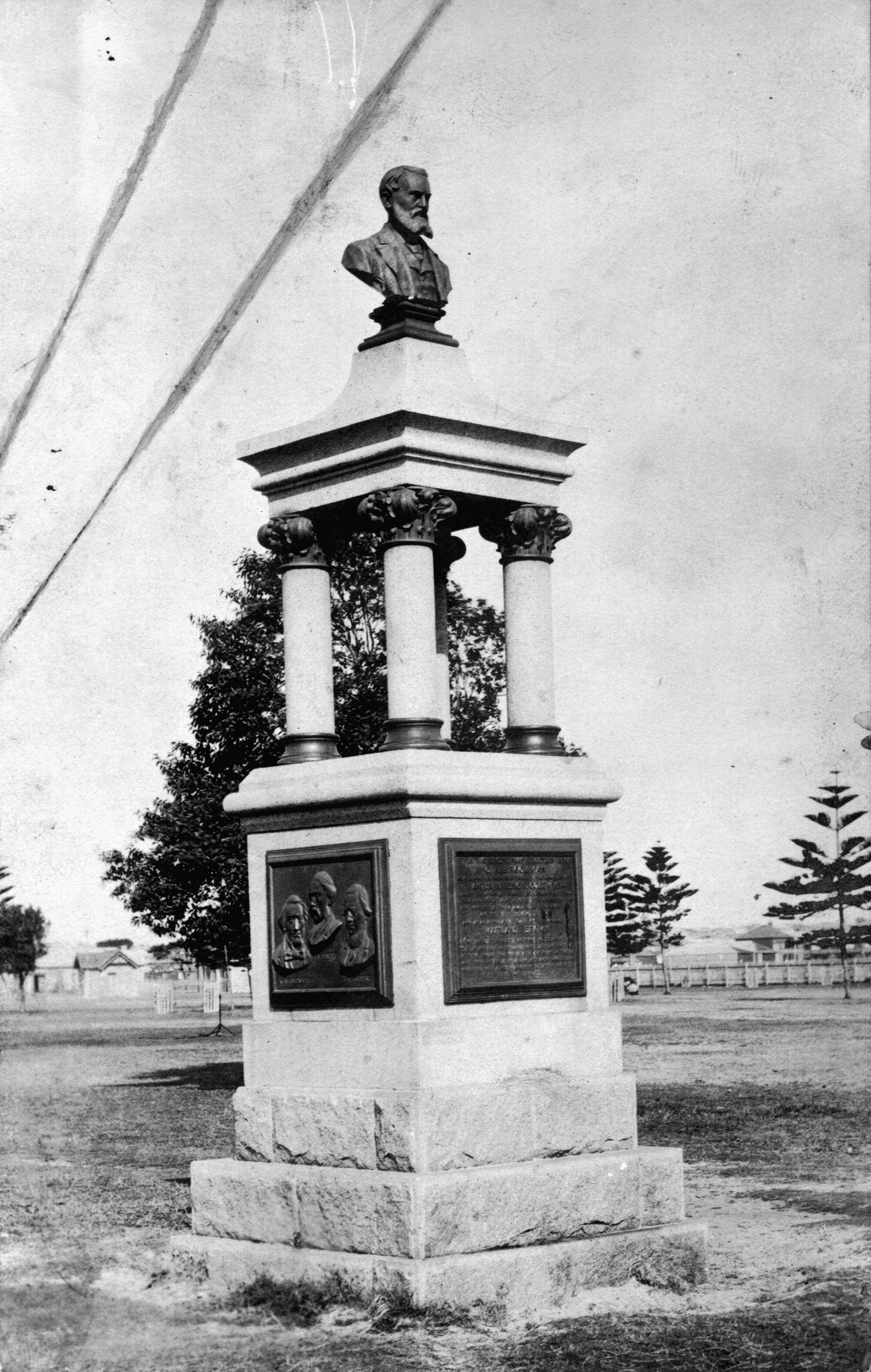
Explorer-Monument mit Büste von Brown (1920)

Maitland Brown begleiteten laute Beifallrufe aus dem Weg zurück nachhause, da er die Männer erfolgreich gefunden und ihren Tod gerächt hatte. Obwohl viele Siedler fühlten, „the requital Mr. Brown had inflicted on the murderers utterly inadequate“. (Deutsch: dass Mr. Brown den Mördern äußerst ungerechtfertigt und unverhältnismäßig großes Leid zugefügt hatte). Die britische Regierung jedoch drückte ihre Sichtweise folgendermaßen aus: „force had been exercised towards the natives without sufficient warranty.“ (Gewalt wurde auf die Einheimischen ohne ausreichende rechtliche Absicherung ausgeübt.)
Maitland Brown starb 1904 und wurde auf dem Karrakatta Cemetery beerdigt. 1911 wurden seine Gebeine von Karrakatta in der Nähe der Grabstätten von Panter, Harding und Goldwyer in East-Perth umgesetzt. Kurze Zeit danach wurde Pietro Porcelli beauftragt ein Mahnmal für Brown zu errichten. Das Ergebnis war das Explorer Monument in Fremantle, eine bronzene Büste von Brown auf einem Granit-Sockel mit einer Tafel, die die Ermordeten zeigt und die Umstände ihres Todes beschreibt. Die parteiische Darstellung der Originaltafel wurde nach einem langen Protest der Gemeinschaft der Aborigines erkannt. Die Aborigines hatten gegen das Explorers’ Monument als rassistisches Denkmal gekämpft, das die Geschichte des La-Grange-Massakers falsch darstellt. 1994 wurde auf Initiative der Aborigine eine weitere Tafel angebracht, die diese Tat als Folge der Invasion des Landes der Aborigines durch die Weißen als Massaker darstellt.

## Tafeltexte
Dieses Denkmal wurde errichtet von C. J. BROCKMAN, einem Kameraden der Wanderer, als Tribut an PANTER, HARDING und GOLDWYER, nach Grey und Gregory die frühesten Entdecker dieser „Terra Incognita“', die bei Nacht von heimtückischen Eingeborenen attackiert
und am Boole Boola nahe Le Grange Bay am 13. NOVEMBER 1864 ermordet wurden.
Auch als ein anerkennendes Zeichen der Erinnerung an MAITLAND BROWN, einem der wegbereitenden Viehhalter und ersten Politiker dieses Staates, unerschrockener Führer der Regierungssuchtruppe und der Strafexpedition. Seine Überreste sind zusammen mit den traurigen Relikten der unglücklichen drei, die unter großen Risiko und Gefahr vor den Wilden geborgen wurden und nun unter einem öffentlichen Denkmal im East Perth Friedhof ruhen.
„DAMIT WIR NICHT VERGESSEN“
DIESE GEDENKTAFEL WURDE ERRICHTET VON DEN MENSCHEN, DIE DAS DENKMAL VOR DIR BELEIDIGEND FANDEN. DAS DENKMAL BESCHREIBT DIE EREIGNISSE AM LA GRANGE NUR AUS EINER PERSPEKTIVE: DEM STANDPUNKT DER WEISSEN „SIEDLER“. Das Recht der Aborigines, ihr Land zu verteidigen oder die Geschichte der Provokation, die zum Tod der Entdecker führte, wird nicht erwähnt. Die genannte Strafexpedition führte zum Tod von etwa 20 Aborigines.
Die Weißen waren mit guter Bewaffnung ausgestattet und keiner aus ihrer Gruppe wurde getötet oder verwundet.
Dieses Schild ist in Erinnerung an die Aborigines, die in La Grange getötet wurden. Es gedenkt auch aller anderen Aborigines, die während der Invasion in ihr Land gestorben sind.
DAMIT WIR NICHT VERGESSEN MAPA JARRIYA-NYALAKU